# Eragrostis sclerantha
Eragrostis sclerantha är en gräsart som beskrevs av Christian Gottfried Daniel Nees von Esenbeck. Eragrostis sclerantha ingår i släktet kärleksgrässläktet, och familjen gräs. Utöver nominatformen finns också underarten E. s. villosipes.